# Chlanidophora
Chlanidophora is een geslacht van vlinders van de familie uilen (Noctuidae), uit de onderfamilie Noctuinae.

## Soorten
- C. culleni Brethes, 1908
- C. mariae Köhler, 1924
- C. patagiata Berg, 1877